# Nectandra ruforamula
Nectandra ruforamula är en lagerväxtart som beskrevs av J.G. Rohwer. Nectandra ruforamula ingår i släktet Nectandra och familjen lagerväxter. Inga underarter finns listade i Catalogue of Life.